# Jóhannes Karl Guðjónsson
En aquest nom islandès, el darrer nom és un patronímic, no pas un cognom. La manera de referir-se a aquesta persona és pel nom de pila.
Jóhannes "Joey" Karl Guðjónsson (Akranes, 25 de maig de 1980) és un futbolista islandès, que ocupa la posició de migcampista.
És fill de Guðjón Þórðarson, entrenador de diversos equips anglesos i de la selecció islandesa; i germà dels també futbolistes Þórður (Doddi) i Bjarni.

## Trajectòria
Comença la seua carrera professional a l'equip islandès de l'ÍA Akranes. Al cap de poc, marxa a la competició belga, sent fitxat pel Racing Genk. Juga un grapat de partits amb el Genk abans de ser cedit al MVV Maastricht. Posteriorment s'incorpora a un altre equip neerlandès, el RKC Waalwijk.
El 2001 fitxa pel Reial Betis. Eixe any tan sols disputa onze partits amb els andalusos, sent cedit a l'Aston Villa FC i al Wolves, de la Premier League. Retornat a Sevilla, no hi continua a la disciplina bètica.
Recala llavors al Leicester City FC. Ací es fa amb la titularitat, i en dos anys marca 10 gols en 77 partits. L'estiu del 2006 retorna als Països Baixos per jugar amb l'AZ Alkmaar. No s'adapta i al gener del 2007 recala al Burnley FC, un altre equip anglès. Al Burnley ha alternant la titularitat amb la suplència, sumant 7 gols en 88 partits.

## Selecció
Ha estat internacional amb Islàndia en 34 ocasions, tot marcant un nom.